# Chaetonotus lucksi
Chaetonotus lucksi is een buikharige uit de familie Chaetonotidae. De wetenschappelijke naam van de soort werd in 1958 voor het eerst geldig gepubliceerd door Voigt. De soort wordt in het ondergeslacht Hystricochaetonotus geplaatst.